# Main courante (série télévisée)
Pour les articles homonymes, voir Main courante.
 (novembre 2012).
Si vous disposez d'ouvrages ou d'articles de référence ou si vous connaissez des sites web de qualité traitant du thème abordé ici, merci de compléter l'article en donnant les références utiles à sa vérifiabilité et en les liant à la section « Notes et références ».
Main courante est une série télévisée française en huit parties de 52 minutes diffusée entre le 16 novembre et le 7 décembre 2012 sur France 2.

## Synopsis
Cette série relate les activités d'un commissariat de police situé dans la région nantaise.

## Distribution
- Marie Bunel : Commandant Doriane Kreusky
- Jean-Baptiste Puech : Lieutenant Samuel Laurent
- Benjamin Egner : Commissaire principal Stéphane Mercier
- Juliette Navis : Lieutenant Karine Verboit
- Michaël Vander-Meiren : Capitaine Pierre Cliquot
- Leslie Lipkins : Brigadier Manon

## Épisodes

### Épisode 1:Fin de mois
- Diffusion : 16 novembre 2012
- Résumé : Les fins de mois sont difficiles pour tout le monde. Les honnêtes et les malhonnêtes. Les vols, les cambriolages, les petits délits en tout genre se multiplient, il y a foule au commissariat. Dur, pour nos flics, de naviguer entre le vol de légumes dans un jardin, le vol à la tire d’une jolie prostituée et l’agression grave d’une mamie par deux ados.
- Audience : 3 180 000 téléspectateurs

### Épisode 2:Samedi noir
- Diffusion : 16 novembre 2012
- Résumé : Le samedi, on sort. Les ados s’ennuient et picolent, les filles s’habillent, les garçons draguent, font le mur… Et parfois tout tourne mal. Une fille agressée, battue… pour rien. Vraiment pour rien ? Des ados saouls jusqu’au coma. Des parents pas vraiment clairs non plus. Tout ce monde atterrit au commissariat où la nuit sera longue, très longue.
- Audience : 3 180 000 téléspectateurs

### Épisode 3:Maladie d'amour
- Diffusion : 23 novembre 2012
- Résumé: La grippe a vidé le commissariat de la moitié de ses effectifs. Il y a pourtant une mini émeute à la Cité des Muguets où la castagne se termine en jets de poubelle pendant qu’on peine à réveiller un ivrogne endormi dans sa voiture avec sa fille qui hurle. L’ivrogne prétend avoir été drogué par son ex, le deal de la cité cache une histoire d’amour et la commandant voit resurgir un ancien amant qu’elle aurait préféré oublier.
- Audience : 2 580 000 téléspectateurs

### Épisode 4:Intimité
- Diffusion : 23 novembre 2012
- Résumé : Ça démarre mal. Le gamin appréhendé pour une broutille se mutile à l’intérieur du commissariat. Son père s’énerve à juste titre mais la famille semble tellement bizarre que Kreusky et ses troupes décident de creuser un peu… Le deal de la Cité des Muguets a amené l’équipe des stups au commissariat. La cohabitation est difficile sauf peut-être pour la jolie lieutenant draguée par son homologue des stups.
- Audience : 2 580 000 téléspectateurs

### Épisode 5:Esprit de Noël
- Diffusion : 30 novembre 2012
- Résumé : C’est Noël, on dresse un sapin dans la cafète, tout va bien… Sauf qu’un mec tout ce qu’il y a d’honnête décide de faire un casse dans une bijouterie minable. Ça tourne mal et la vendeuse est prise en otage. Et cette institutrice qui n’est même pas capable de garder son fils et qui accuse sa sœur de l’enfermer.
- Audience : 2 840 000 téléspectateurs

### Épisode 6:Dérapages
- Diffusion : 30 novembre 2012
- Résumé : Un simple flag ordonné par le commissaire qui veut faire du chiffre tourne mal. Karine, la lieutenant, tire. Trop vite. Tout cette histoire est partie de Pascal, le mec pas de chance, qui a ouvert une baraque à frites près du commissariat. Racketté par les flics, racketté par la cité, il est au bord du suicide. Comment s’en sortir quand on n’a justement aucune chance de s’en sortir ?
- Audience : 2 700 000 téléspectateurs

### Épisode 7:La Goutte d'eau
- Diffusion : 7 décembre 2012
- Résumé : Les plaisanteries de gamins – bien élevés ceux-là, quoique ! – peuvent parfois tourner au drame. C’est si amusant quand on a 14 ans de venir en bande piquer des croissants dans une boulangerie… Que peuvent faire les flics ? Difficile de mettre un flic à demeure devant la porte de la boutique. La plaisanterie recommence jusqu’au saccage intégral de la boulangerie et jusqu’au pétage de plombs du boulanger. Trop fatigué, trop surmené. C’est la goutte d’eau qui fait déborder le vase.
- Audience : 2 830 000 téléspectateurs

### Épisode 8:Trahisons
- Diffusion : 7 décembre 2012
- Résumé : Deux filles amoureuses du même mec, oui ça arrive. Deux ados qui se battent, se déchirent pour un petit con qui se paie leur tête. Les deux filles finissent par comprendre que le petit con les a trahies pour une troisième, une fille qui n’est même pas de la Cité. Elles se vengeront… Et les flics ne savent plus comment endiguer cette violence qui semble submerger tout ce qui les entoure.
- Audience : 2 650 000 téléspectateurs

## Autour de la série
Les scènes extérieures sont tournées à Saint-Leu-la-Forêt et Le Plessis-Bouchard (Val-d'Oise) (source = générique de la série).

## Accueil
Les débuts de la série sont décevants, les épisodes 3 et 4 enregistrent moins de 10 % de part d'audience avec 2 580 000 spectateurs, soit 600 000 de moins que lors des deux premiers épisodes.